# Viaje al Oeste
Viaje al Oeste (en chino, 西遊记; pinyin, Xī Yóu Jì) es una novela china publicada en el siglo XVI durante la dinastía Ming y atribuida a Wu Cheng'en. Está considerada como una de las grandes novelas clásicas chinas y ha sido descrita como posiblemente la obra literaria más popular de Asia Oriental. La traducción de Enrique P. Gatón e Imelda Huang-Wang es la más conocida en español.
La novela es un extenso relato de la legendaria peregrinación del monje budista Xuanzang, de la dinastía Tang, que viajó a las "Regiones Occidentales" (Asia Central e India) para obtener textos sagrados budistas (sūtras) y regresó tras muchas pruebas y mucho sufrimiento. En la novela se hace referencia al monje como Tang Sanzang. La novela conserva a grandes rasgos el relato del propio Xuanzang (conocido como los Grandes registros de Tang sobre las regiones occidentales), pero añade elementos procedentes de cuentos populares y de la invención del autor: el Buda Gautama encomienda esta tarea al monje y le proporciona tres protectores que aceptan ayudarle como expiación por sus pecados. Estos discípulos son el Rey Mono, Zhu Bajie y Bonzo Sha, junto con un príncipe dragón que hace las veces de corcel de Tang Sanzang, un caballo blanco. El grupo de peregrinos viaja hacia la iluminación mediante el poder y la virtud de la cooperación.
Viaje al Oeste tiene fuertes raíces en la religión popular china, la mitología china, el confucianismo, el taoísmo y la teología budista, y el panteón de inmortales taoístas y bodhisattvas budistas siguen reflejando algunas actitudes religiosas chinas en la actualidad. Habiendo pasado la prueba del tiempo, la novela es a la vez una cómica historia de aventuras, una sátira humorística de la burocracia china, una fuente de perspicacia espiritual y una extensa alegoría.

## Sinopsis
Viaje al Oeste es una obra china acerca del monje Tang Sanzang, donde el protagonista hace amistad con tres inmortales: un mono llamado Sun Wukong, un duendecillo de agua llamado Bonzo Sha y un cerdo llamado Zhu Bajie. Todos juntos viajan a la India para recuperar los sutras sagrados y juntos enfrentan dificultades a lo largo del camino.

## Historia
La novela tiene cien capítulos que se pueden dividir en cuatro partes desiguales. La primera parte, que incluye los capítulos 1-7, es una introducción autónoma de la historia principal. Trata en su totalidad sobre las hazañas anteriores de Sun Wukong, un mono nacido de una piedra alimentada por los Cinco Elementos, que aprende el arte de Tao, 72 transformaciones polimórficas, combate y los secretos de la inmortalidad, y por medio de la astucia y la fuerza hace un nombre por sí mismo, Qitian Dasheng (en chino tradicional, 齊天 大聖; en chino simplificado, 齐天 大圣), que significa "Gran Sabio, Igual al Cielo" o "Gran Sabio, Sosia del Cielo". Sus poderes crecen para que coincida con las fuerzas de todas las deidades taoístas del Este, y el prólogo culmina en la confrontación de Wukong contra el cielo, durante una época en la que obtuvo un puesto en la burocracia celeste. Su orgullo acrecentado lo lleva a la derrota una vez que Tathāgata (Buda) logra atraparlo bajo una montaña, sellándolo con un talismán durante quinientos años.

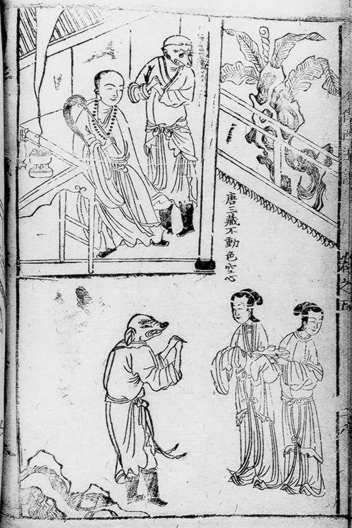
Ilustración china del de una escena de Viaje al Oeste

La segunda parte (capítulos 8-12) presenta al personaje principal nominal, Tang Sanzang (Tripitaka o San-Tsang), a través de su biografía temprana y el fondo de su gran viaje. Consternado porque "la tierra del Sur sólo conoce la codicia, el hedonismo, la promiscuidad y pecados", el Buda da instrucciones a la bodhisattva Avalokiteśvara (Guanyin) para buscar en la dinastía Tang china a alguien que haga un viaje para recoger los sutras budistas de la "trascendencia y la persuasión de buena voluntad" y que los lleve al este. Parte de la historia aquí también se refiere a la forma en que Tang Sanzang se convierte en un monje (además de revelar su vida pasada como un discípulo del Buda llamado "la Cigarra de Oro" (金蟬子)) y viene de ser enviado en esta peregrinación por el emperador Taizong, que previamente escapó a la muerte con la ayuda de un funcionario del inframundo.
La tercera y más larga sección de la obra está formada por los capítulos 13-99, una historia de aventura episódica en la que Tang Sanzang se dispone a traer de vuelta las escrituras budistas del templo Leiyin en el Pico del Buitre en la India, pero se encuentra con diversos males y obstáculos durante el camino. La sección se encuentra en las tierras escasamente pobladas a lo largo de la ruta de la seda entre China e India, incluyendo Sinkiang, Turquestán y Afganistán. La geografía se describe en el libro es, sin embargo, casi en su totalidad fantasía; Tang Sanzang rara vez se aparta de Chang'an, la capital Tang, y tras cruzar la frontera (en algún lugar de la provincia de Gansu), se encuentra en un desierto de profundos barrancos y altas montañas, habitados por demonios y espíritus animales, que lo consideran como una comida potencial (ya que se creía que su carne daría la inmortalidad a quien lo comiese), con el monasterio escondido ocasional o ciudad-estado real en medio del entorno áspero.
Los episodios consisten de aventuras que duran de uno a cuatro capítulos y por lo general muestran a Tang Sanzang siendo capturado con su vida en peligro mientras que sus discípulos tratan de encontrar una manera ingeniosa (y a menudo violenta) de liberarlo. Aunque algunos de los predicamentos de Tang Sanzang son políticos e involucran seres humanos comunes, con más frecuencia consisten en encuentros con varios demonios, muchos de los cuales resultan ser manifestaciones terrenales de los seres celestes (cuyos pecados serán negados por el consumo de la carne de Tang Sanzang) o animales-espíritus con suficiente mérito espiritual taoísta que asumen formas semihumanas.
Los capítulos 13-22 no siguen esta estructura precisa, ya que introducen a los discípulos de Tang Sanzang, que, inspirado o aguijoneado por Guanyin, se encuentran y están de acuerdo en que le sirvan en el camino con el fin de expiar sus pecados en sus vidas pasadas.
- El primero es el Rey Mono, o Sun Wukong, cuyo nombre de pila significa libremente "El que ha despertado al vacío", atrapado por Buda por haber desafiado al Cielo. Él aparece de inmediato en el capítulo 13. El más inteligente, poderoso y violento de los discípulos, es continuamente amonestado por Tang Sanzang por su violencia. En última instancia, solo puede ser controlado por un anillo de oro de magia que Guanyin le coloca alrededor de la cabeza, lo que le causa dolores de cabeza insoportables cuando Tang Sanzang canta el mantra que hace que le apriete.
- El segundo, que aparece en el capítulo 19, es Zhu Bajie, literalmente "ocho preceptos del cerdo". A veces, su nombre es traducido como simplemente "Cerdo" o "el Idiota". Anteriormente fue el Mariscal del pabellón celeste, un comandante de las fuerzas navales del cielo, y fue desterrado al reino de los mortales por querer compartir experiencias con la diosa de la luna Chang E. Un combatiente fiable, se caracteriza por su apetito insaciable en cuanto a la alimentación y el sexo, y está constantemente buscando una manera de salir de sus funciones, lo que provoca un conflicto significativo con el Rey Mono.
- El tercero, que aparece en el capítulo 22, es el ogro de río Sha Wujing, también traducido como "Bonzo Sha". Anteriormente fue el general de Elevación del Telón Celeste y fue desterrado al reino de los mortales por dejar caer (y destrozar) una copa de cristal de la xiwangmu. Es un personaje tranquilo, pero por lo general fiable, que contrasta con e alivio cómico de Sun y Zhu.
- El cuarto es Yulong, el tercer hijo del Rey Dragón del Mar del Oeste, que fue condenado a muerte por el incendio de la gran perla de su padre. Fue salvado por Guanyin de la ejecución para quedarse y esperar a su deber. Aparece por primera vez en el capítulo 15, pero casi no tiene diálogos, puesto que aparece principalmente como un caballo que cabalga Tang Sanzang.

El capítulo 22, donde se introduce Bonzo Sha, también proporciona un límite geográfico, como el río que cruzan los viajeros y les pone en un nuevo "continente". Los capítulos 23-86 se llevan a cabo en el desierto, y consisten en 24 episodios de longitud variable, cada una caracterizada por un monstruo mágico diferente o malvado mago. Hay anchos ríos, llameantes montañas, un reino con una población totalmente femenina, una guardia de espíritus seductores de arañas, y muchos otros escenarios fantásticos. Durante todo el viaje, los valientes cuatro discípulos tienen que defenderse de los ataques contra su amo y maestro Tang Sanzang por parte de varios monstruos y calamidades.
Se sugiere fuertemente que la mayoría de estas calamidades han sido diseñadas por el destino o por Buda, ya que, mientras que los monstruos que atacan son poderosos y numerosos, no hay un daño real hacia los cuatro viajeros. Algunos de los monstruos resultan ser bestias celestes fugitivas que pertenecen a los bodhisattvas o sabios taoístas y deidades. Hacia el final del libro hay una escena en la que el Buda, literalmente, ordena el cumplimiento del último desastre, porque Tang Sanzang está en una menos de las 81 tribulaciones a las que necesita hacer frente antes de alcanzar la condición de Buda (o budeidad).
En el capítulo 87, Tang Sanzang finalmente llega a las fronteras de la India, y los capítulos 87-99 presentan aventuras mágicas en un entorno algo más mundano (aunque todavía exótico). Al final, después de una peregrinación que decía haber tomado catorce años (el texto en realidad sólo proporciona evidencia de nueve de esos años, pero presumiblemente había espacio para agregar episodios adicionales) llegan al destino mitad real y mitad legendario de Griddharaj Parvat (la Montaña de los Buitres), donde, en una escena simultáneamente mística y cómica, Tang Sanzang recibe las escrituras del Buda viviente.
El capítulo 100, el último de todos, describe rápidamente el viaje de regreso al Imperio Tang, y las secuelas en que cada viajero recibe una recompensa en forma de puestos en la burocracia de los cielos. Sun Wukong y Tang Sanzang alcanzan la budeidad, Bonzo Sha se convierte en un arhat, el caballo dragón se hace un nāga, y Zhu Bajie, cuyas buenas acciones siempre han sido templadas por su codicia, es promovido a limpiador del altar (es decir, un comedor del exceso de la ofrendas en los altares).

## Literatura
Algunos eruditos han propuesto que el libro es una sátira del gobierno chino de aquellos tiempos. Respecto al trabajo literario, es una obra de altísima calidad. Es una de las cuatro novelas clásicas chinas. En Viaje al Oeste está muy presente el trasfondo religioso y mitológico de la cultura china y su sistema de valores.
Uno de sus discípulos sobrenaturales, el Rey Mono, se ha convertido en uno de los personajes más queridos de la literatura china. En China Viaje al Oeste es tan famoso como pueda serlo El Quijote en España. El Rey Mono se convirtió en discípulo del monje cuando estaba bloqueado en la Montaña Wuxing (五行山), que es un castigo que le dieron por hacer un escándalo en el palacio del paraíso (天宮).
Parte de esta popularidad viene del hecho de que la historia está compuesta de varios niveles. Es una novela de aventuras, tiene un gran contenido espiritual, y es una metáfora en la que un grupo de peregrinos, en su viaje hacia la India, avanzan además en su viaje personal hacia la iluminación.

## Adaptaciones
La novela ha sido adaptada varias veces al mundo del cine y la televisión en formato de dibujos animados, películas y series, dentro y fuera de China. 
- El manhwa (manga coreano)  The God Of High School es protagonizado por Jin Mori, quien resulta ser el mismo Sun Wukong (también llamado Jaecheodaenseong) varios siglos tras lo sucedido en el Viaje al Oeste, aunque en este caso el final es distinto, ya que Sun Wukong es traicionado por Buda y sus compañeros son asesinados, después de esto se desata una lucha entre Thatagata (Buda) y Sun Wukong en la que resulta como ganador Sun Wukong, el cual asesino a Buda.
- En Japón, además, ha servido de inspiración a obras como Gokū no Daibōken (de Osamu Tezuka y Gisaburō Sugii), y posteriormente Dragon Ball (de Akira Toriyama, donde el personaje principal Son Gokū se inspira en Sun Wukong, el Rey Mono).
- Saiyuki (de Kazuya Minekura).
- En Naruto, revelándose en el manga 568 que el Bijuu de 4 Colas se proclama "El hermoso rey de las cuevas Suiren, el Rey Sabio de los Monos, Son Goku" siendo la forma de su Sello (encadenado entre dos montañas) una referencia a las montañas donde Sun Wukong fue sellado por Buda. De la misma manera, Enma Enkōō, la invocación del Tercer Hokage, es llamado "Rey Mono" y posee la capacidad de transformarse en un bastón (arma predilecta de Sun Wukong) además de poseer la vestimenta legendaria del personaje hecha con piel de tigre
- En el capítulo 50 de Beelzebub, haciéndole una parodia a esta novela en la cual Son Goku es Bebe Beel, etc.
- El videojuego Enslaved: Odyssey to the west adapta la historia a un futuro posapocalíptico.
- La película El reino prohibido es una adaptación.
- En el capítulo 129 de InuYasha, donde aparecen personajes que dicen ser descendientes de los protagonistas de Viaje al Oeste.
- También se hace alusión en la portada del capítulo 224 de Shaman King, el equipo de Len aparecen disfrazados de los tres discípulos.
- Año 2001: The Monkey King,[4] también llamada The Lost Empire, es una miniserie para televisión de 2 horas de duración, protagonizada por Thomas Gibson.
- El año 2013, Stephen Chow estrenará su última película: Journey to the west, inspirada también en la historia del Rey Mono.
- El cómic "Monkey King, Adventures from China", escrito por Wei Dong Chen y publicado en inglés por JR* COMICS. Contiene 20 volúmenes.
- En el anime Asobotto Senki Gokū donde se hace referencia a la historia y el personaje principal también se llama Goku.
- En la serie Monkey (TV series) y Saiyūki (1978–1980), a live-action Japanese television series.
- En el juego en línea "League of Legends", aparece un campeón llamado Wukong, el rey de los monos.
- En la adaptación a teatro Monkey: Journey to the west, dirigida por Chen Shi-zheng con Damon Albarn y Jamie Hewlett (los creadores de la Banda Gorillaz)
- En el juego en línea Smite, hace referencia a un personaje llamado Sun Wukong, The Monkey king.
- En Sakura Wars (sakura teisen) se representa la obra Viaje al oeste, tanto en el manga como en el anime.
- En el manga de Urusei Yatsura, obra de Rumiko Takahashi, en el capítulo 57, los alumnos interpretan en su mayoría a personajes de dicha obra, el más destacable es la interpretación de Ataru Moroboshi (protagonista de Urusei Yatsura), el cual interpreta a Sun Wukong, el rey mono.
- En el videojuego Dota 2, uno de los héroes jugables es "Monkey King", directamente basado en Sun Wukong.
- En el videojuego en línea para dispositivos móviles Arena of Valor, el jugador puede escoger jugar con un personaje llamado Wukong, el rey mono. Este está basado en Sun Wukong.
- El videojuego Yūyūki, de Nintendo desarrollado para la Famicom Disk System, en 1989, es una parodia a manera de novela visual inspirada en Viaje al Oeste.
- La serie A Korean Odyssey (nombre original hwayugi) tiene como personaje principal a Son Oh Gong el rey mono, gran sabio celestial, quien debe proteger a la encarnacion temporal del monje Samjang, acompañado del rey Demonio, quien se encuentra trabajando para ascender nuevamente a los cielos; y del cerdo, quien en el mundo de la serie es una conocida estrella del k-pop.
- En la serie RWBY de Rooster Teeth, uno de los personajes es un fauno llamado Sun Wukong el cual porta un bastón (con otras modalidades) como arma y tiene como semblanza el hacer copias doradas de él mismo. Este está basado en Sun Wukong.
- El videojuego de Blizzard Entertainment Overwatch creó para su primer evento del año lunar 4 aspectos para 4 héroes diferentes basados en diferentes personajes de la historia. Estos aspectos eran Wukong, Sanzang, Wujing y Bajie.
- La serie animada Lego Monkie Kid que se desarrolla en la China actual tiene a Sun Wukong como maestro del protagonista y hacen muchas referencias al libro en general.
- En la serie High School DxD, donde se muestra al personaje Bikou que es el descendiente de Son Goku y también teniendo una pequeña participación en la cuarta entrega del anime teniendo presencia del mismo Sun Wukong.
- En el juego arcade China Gate (Sai Yu Gou Ma Roku), aparecen Gocoo, Hakai y el hombre-pájaro Gojou, cuya misión es rescatar un libro perdido debiendo derrotar a enemigos que habitan diversos templos en el transcurso de su viaje. También aparece un monje a caballo como cuarto miembro de la expedición, pero sólo los tres primeros son jugables. El juego podía ser jugado en simultáneo por dos jugadores.
- En la serie de videojuegos Touhou Project aparece el personaje Son Biten, una Yōkai que tiene la habilidad de controlar a los monos salvajes.
- El videojuego The Crown of Wu está basado en el relato cambiando la ambientación por un pasado-futuro, donde el antagonista Zhu ha robado la gran Corona y nuestro protagonista tendrá que recuperarla.
- En el videojuego Black Myth: Wukong, del estudio desarrollador chino Game Science. El juego se basa en la mitología en la leyenda de Sun Wukong y de la novela Viaje al Oeste.
- En el juego Shadow Fight 4, del estudio desarrollador Nekki, aparece como personaje desbloqueable Sun Wukong, usando su bastón como arma y como ataques especiales sus cualidades de expansión

## Ediciones
Actualmente solo existen dos ediciones en español de la novela íntegra.
- En 1992, la primera traducción directa al español se publicó en diversos tomos, que en 2004 la editorial española Siruela recopiló en un tomo único (ISBN 978-8416120000).
- En 2010, la Biblioteca de Clásicos Chinos de la editorial Ediciones en Lenguas Extranjeras de China publicó su edición chino-español Peregrinación al Oeste[5]en 8 volúmenes (ISBN 978-7119060033).